# John Michael Bednarek

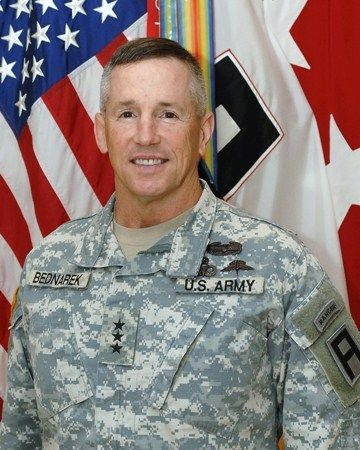
Bednarek in 2011

John Michael Bednarek ist ein US-amerikanischer Militär und früherer Offizier der United States Army. Er war Direktor des United States Office of Security Cooperation im Irak und früherer Kommandeur der First United States Army. Bednarek übernahm das Kommando über die 1. Armee am 6. April 2011, als Nachfolger von Lieutenant General Thomas G. Miller und übergab es am 14. März 2013 interimsweise an Major General Kevin R. Wendel, dem schließlich am 2. August 2013 Lieutenant General Michael S. Tucker folgte.

## Karriere
Bednarek studierte an der Old Dominion University und durchlief eine Ausbildung im Army Reserve Officers’ Training Corps. Danach kommandierte er Einheiten auf allen Ebenen der Armee, von der Zugebene bis hin zum Armeekommando. Bednarek war auch Chief of the Training Group im Joint Warfighting Center, Chief of the Operations Group im Joint Readiness Training Center und Kommandeur der 4th Training Brigade. Im Juni 2008 übertrug man Bednarek den Befehl über die East Division und am 6. April 2011 den Oberbefehl über die United States First Army. Dieses Kommando hielt er inne bis zum 14. März 2013, als er zum Befehlshaber des Office of Security Cooperation (OSC) im Irak ernannt wurde. Auf dieser Position war Bednarek der höchstrangige im Irak stationierte US-Militärangehörige und involviert in den Kampf gegen den Islamischen Staat. Bednarek studierte auch an der Troy University, wo er einen MS in Personalmanagement erwarb, am US Army Command and General Staff College und am US Army War College. Bednarek schied am 24. Juni 2015 aus dem aktiven Dienst aus.

## Ehrungen und Auszeichnungen
Im Laufe seiner Dienstzeit erhielt Bednarek unter anderem die Army Distinguished Service Medal mit Eichenlaub, die Defense Superior Service Medal, the Legion of Merit mit vierfachem Eichenlaub, die Defense Meritorious Service Medal, die Meritorious Service Medal mit fünffachem Eichenlaub und die Army Commendation Medal.

## Belege
1. ↑  Lt. Gen. Mick Bednarek to relinquish command of First Army. In: Moline Dispatch & Rock Island Argus. 4. März 2013, abgerufen am 11. Februar 2017 (englisch).
2. ↑  Blog: Bednarek Assigned to Office of Security Cooperation-Iraq. SIGNAL Media, abgerufen am 11. Februar 2017 (englisch).
3. ↑  Danette Rodesky-Flores: Bednarek takes command of First Army. US Army, 7. April 2011, abgerufen am 11. Februar 2017 (englisch).
4. ↑  Katrina Lamansky: Lt. Gen. Tucker assumes command of First Army in Rock Island. WQAD-8, 2. August 2013, abgerufen am 11. Februar 2017 (englisch).
5. ↑  Brandon Bieltz: Bednarek to lead First Army Division East and West. US Army, 11. März 2011, abgerufen am 12. Februar 2017 (englisch).
6. ↑  Michelle Tan: Top U.S. officer in Iraq: ‘We must neutralize this enemy’. In: Military Times. 7. August 2014, archiviert vom Original am 7. August 2014; abgerufen am 12. Februar 2017 (englisch).
7. ↑  Lt. Gen. John M. Bednarek retirement. US Army, 24. Juli 2015, abgerufen am 12. Februar 2017 (englisch).